# Bedarfsflug
Der Bedarfsflug (Charterflug, Orderverkehr oder Anforderungsverkehr; von chartern: zeitweilige Überlassung eines Gegenstandes gegen die Entrichtung eines Nutzungsentgeltes) ist in der Luftfahrt eine nur gelegentlich oder zu bestimmten Anlässen betriebene Personen- oder Güterbeförderung zu einem vom Auftraggeber bestimmten Zielort. Gegensatz ist der Linienflug.
Im internationalen Luftrecht wird der Charterflug englisch Non-Scheduled Traffic genannt. Der Begriff Charterverkehr ist vor allem im Flugverkehr üblich; die Entsprechung bei der Seefracht wird meist als Trampschifffahrt und im Straßenpersonenverkehr als Gelegenheitsverkehr bezeichnet.

## Unterscheidung von Charterflügen

### Ad-hoc-Charter

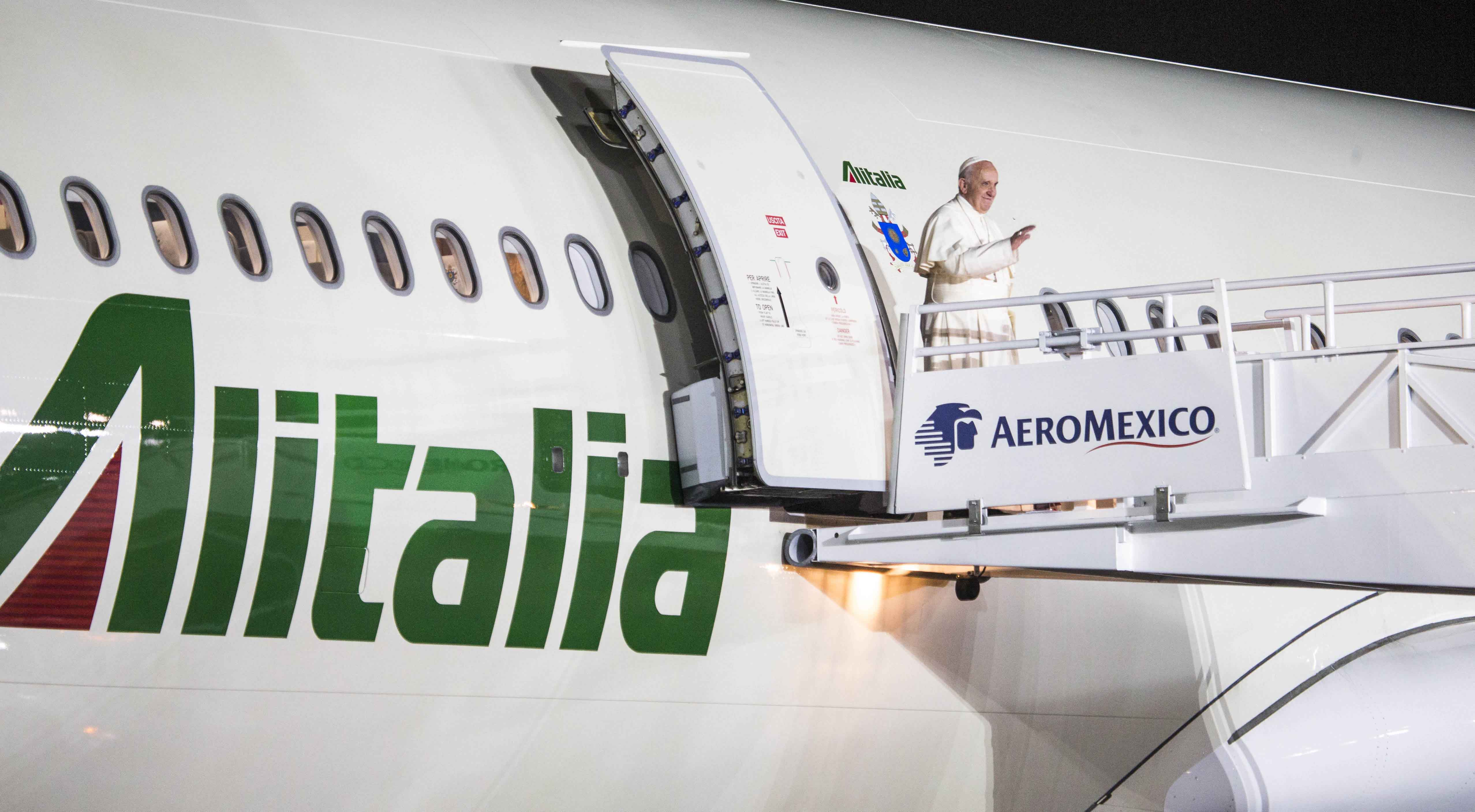
Flugzeuge der Alitalia wurden vom Vatikan für Auslandsreisen des Papstes gechartert

Ad-hoc-Charter (Sonderflug, Gelegenheitsflug) liegt vor, wenn ein Auftraggeber ein Flugzeug kurzfristig für eine einmalige oder kurzzeitige Beförderungsleistung mietet. Diese außerplanmäßigen Flüge stellen die ursprüngliche Form des Charterverkehrs dar. Viele ältere Charterfluggesellschaften (wie Transocean Air Lines, BIAS oder Young Cargo), die keine langfristigen Beförderungsverträge mit ihren Kunden abschließen konnten, beförderten Passagiere oder Fracht hauptsächlich auf Gelegenheitsflügen. Die Unternehmen mussten einen erheblichen Aufwand bei der Akquise von Aufträgen leisten, um die Auslastung ihrer Flugzeuge dauerhaft zu sichern. Diese Arten von Dienstleistungen werden überwiegend im Geschäftsflugverkehr sowie von zahlreichen Frachtfluggesellschaften umgesetzt. Daneben bieten auch Linienfluggesellschaften, die ansonsten keine Charterflüge durchführen, entsprechende Sonderflüge an. Die Lufthansa vermietet beispielsweise Flugzeuge an den DFB und setzt diese im Charterbetrieb zum Transport der deutschen Fußballnationalmannschaft ein. Die britische Regierung mietet häufig Flugzeuge der British Airways oder Virgin Atlantic für Auslandsreisen des Premierministers. Auch die auf dem Air-France-Flug 4590 abgestürzte Concorde führte einen Ad-hoc-Charterflug durch. Der Auftraggeber war in diesem Fall die deutsche Reederei Peter Deilmann.

### Inclusive-Tour-Charter

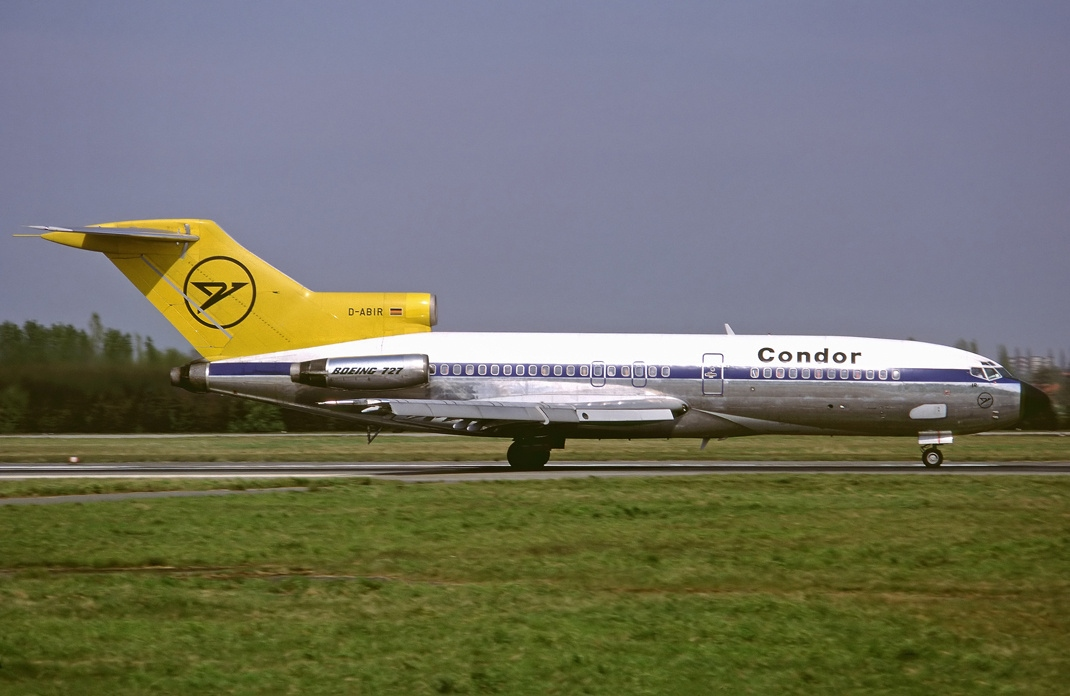
Anfänglich führte Condor fast ausnahmslos IT-Charterflüge für Reiseveranstalter durch

Inclusive-Tour-Charter (IT-Charter, touristischer Charterflug) ist eine Beförderungsleistung, die eine Fluggesellschaft im Auftrag eines Reiseveranstalters durchführt, um dessen Kunden im Rahmen einer Pauschalreise zum gebuchten Urlaubsort zu fliegen. Mietet nur ein Reiseveranstalter das Flugzeug an, liegt ein sogenannter Vollcharter vor. Teilen sich mehrere Reiseveranstalter die Sitzplatzkapazität einer Maschine untereinander auf, spricht man von Teilcharter (auch Splitcharter oder Blockcharter genannt). Im Gegensatz zum Ad-hoc-Charterflug verkehren die Flugzeuge im IT-Charterverkehr meist längerfristig (zum Beispiel für die Dauer einer Urlaubssaison) auf festen Routen. Im allgemeinen Sprachgebrauch wird der Begriff Charterflug häufig mit dem IT-Charterflug gleichgesetzt. Innerhalb des IT-Charterverkehrs können, in Abhängigkeit von den Flugzielen, Inbound- und Outbound-Charterflüge unterschieden werden:
- Inbound-Charter („ankommender Charterverkehr“) liegt vor, wenn eine Fluggesellschaft ausländische Pauschalreisende in das Land befördert, in dem das Unternehmen ansässig ist. So befördern beispielsweise türkische Charterfluggesellschaften Urlauber aus Mitteleuropa im Inbound-Charter zu Zielorten in der Türkei.
- Deutsche Charterfluggesellschaften fliegen dagegen fast ausnahmslos Outbound-Charter („ausgehender Charterverkehr“), indem sie Reisende aus Deutschland zu Urlaubszielen im Ausland transportieren. Einige österreichische und Schweizer Charterfluggesellschaften setzten ihre Flugzeuge im Sommer im Outbound-Charter ein und führten daneben im Winter auch Inbound-Charter für ausländische Wintersportler durch.[3]

### Affinity-Group-Charter

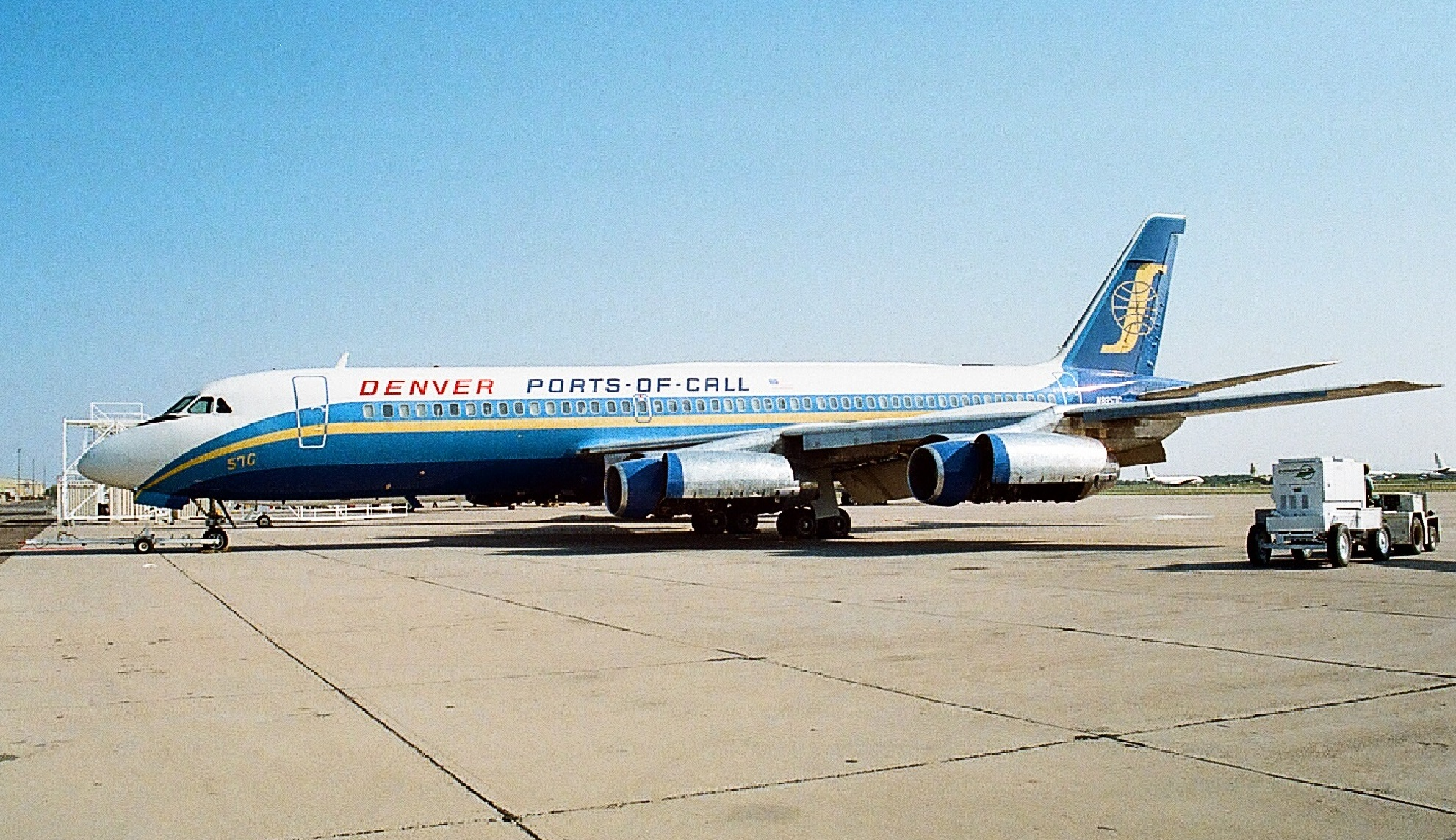
Ports of Call Air nutzte auch Convair CV-990 zur Beförderung ihrer Klubmitglieder

Affinity-Group-Charter (Klubcharter, Charterflüge für Reisegruppen) war eine Sonderform des touristischen Charterflugs, der insbesondere von kanadischen und US-amerikanischen Fluggesellschaften sowie im transatlantischen Charterverkehr umgesetzt wurde. Viele nach dem Zweiten Weltkrieg gegründete US-Fluggesellschaften erhielten von behördlicher Seite den Status Supplemental Airlines (sinngemäß „Zusatz-Fluggesellschaft“). Entsprechend eingestufte Unternehmen durften weder feste Flugverbindungen einrichten noch Tickets im Einzelverkauf anbieten oder touristische Charterflüge für Reiseveranstalter durchführen. Dies war den US-amerikanischen Linienfluggesellschaften vorbehalten. Eine Beförderung von Vereinen oder Verbänden auf Ad-hoc-Charterflügen war den Supplemental Airlines jedoch erlaubt, wenn diese ein Flugzeug des Unternehmens direkt anmieteten. Fluggesellschaften wie Trans International Airlines und Ports of Call Air gründeten daraufhin Mitte der 1960er Jahre firmeneigene Reiseklubs und vermarkteten über diese Urlaubsangebote für Klubmitglieder. Die Rechtslage erlaubte es den Unternehmen, die Klubreisenden mit den eigenen Flugzeugen zu befördern. Diese Vorgaben galten auch für Urlauber aus Europa: Während deutsche Pauschalreisende ihren USA-Urlaub mit einem Linienflug antreten mussten, konnten Reisegruppen einen Charterflug der Südflug oder Atlantis nutzen, der keiner IATA-Preisbindung unterlag. Darüber hinaus waren die Gruppenreisen von Abgaben befreit, wenn die Urlauber mehr als zwei Orte in den USA besuchten oder an einer Rundreise teilnahmen. Um diesen Preisvorteil zu nutzen, gründeten sich in den 1960er Jahren zahlreiche private Reiseklubs in Deutschland, deren Beitrittserklärungen in den Reisebüros auslagen. Nach der Deregulierung des US-Luftverkehrsrechts im Jahr 1978 wurden die meisten dieser Reiseklubs aufgelöst.

### Military-Charter

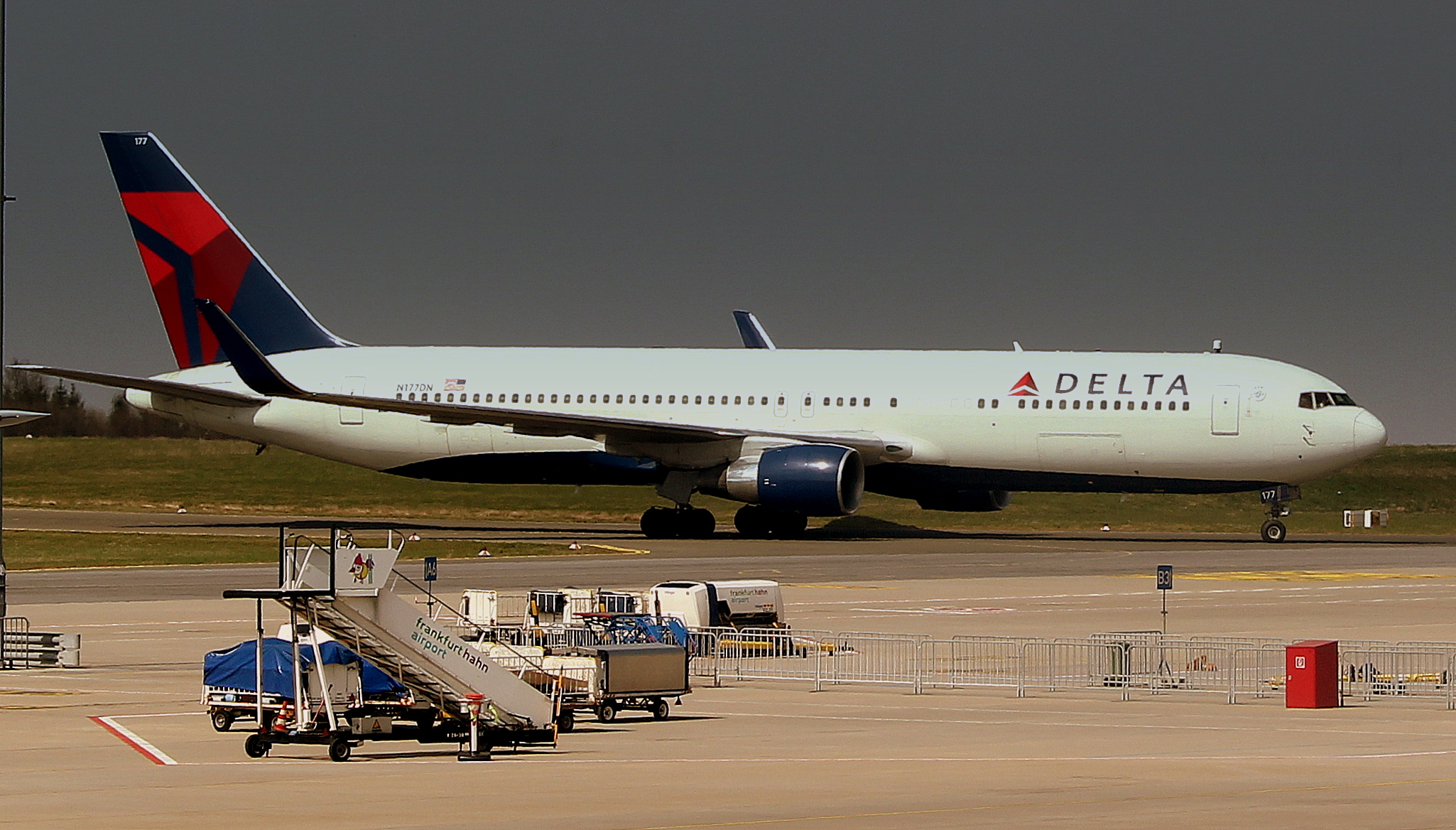
Eine von den US-Streitkräften gemietete Boeing 767 der Delta Airlines auf dem Flughafen Frankfurt-Hahn

Military-Charter (militärischer Charter) ist die Anmietung eines Zivilflugzeugs durch die Streitkräfte eines Landes, um Mannschaften oder Fracht zu befördern. Diese Beförderungsleistungen können einmalig oder langfristig erfolgen und sind nicht nur auf Krisenzeiten beschränkt. Bereits in den 1950er Jahren schrieb der Military Air Transport Service (MATS) regelmäßig Aufträge aus, um Zivilmaschinen für die Versorgung der US-Stützpunkte in Übersee zu nutzen. Diese militärischen Charterflüge waren insbesondere bei den Supplemental Airlines begehrt, die dadurch ihre Flugzeuge langfristig auslasten konnten. Zur Zeit des Vietnamkriegs setzte der MATS eine Vielzahl von angemieteten Zivilmaschinen als Truppentransporter sowie auf Versorgungs- und Evakuierungsflügen ein. Während des Zweiten Golfkriegs wurden US-Truppen mit gecharterten Flugzeugen der Tower Air, World Airways und weiterer Fluggesellschaften an den Persischen Golf verlegt. Allein über den Flughafen Hahn wurden im Jahr 2013 rund 730 militärische Charterflüge ausgeführt, an denen unter anderem die Unternehmen Delta Airlines, United Airlines und Atlas Air beteiligt waren.
Auch Streitkräfte anderer Staaten mieten Zivilflugzeuge an. So führte beispielsweise Worldways Canada in den 1980er Jahren regelmäßige Charterflüge für die kanadischen Streitkräfte zum Flughafen Lahr durch. Die Bundeswehr nutzt gecharterte Maschinen ziviler Fluggesellschaften zur Verlegung von Soldaten und Gerätschaften bei Auslandseinsätzen. Ab dem Jahr 2010 wurde beispielsweise mehrfach eine Antonow An-124 gemietet, um Panzerhaubitzen von und nach Afghanistan zu transportieren.

### Cargo-Charter
Cargo-Charter (Frachtcharter) sind außerplanmäßige Frachtflüge, die einmalig oder über einen vertraglich festgelegten Zeitraum durchgeführt werden. In diesem Geschäftsfeld sind viele, zumeist kleinere Frachtfluggesellschaften tätig, die im Gegensatz zu den größeren Frachtlinien wie Lufthansa Cargo weder über eigene Logistikzentren noch über ein Auftragsvolumen verfügen, um ihre Flugzeuge langfristig auf festen Routen zu betreiben. Zur Auslastung ihrer Maschinen führen die Unternehmen zum Teil auch Frachtcharter für andere Fluggesellschaften durch und setzen ihre Flugzeuge dabei im Wet-Lease auf deren Streckennetzen ein. Einige Gesellschaften wie Volga-Dnepr Airlines oder Antonov Airlines haben sich mit Flugzeugen der Typen Antonow An-124 oder Antonow An-225 auf die Beförderung von besonders großen und/oder schweren Lasten spezialisiert. Hierzu zählt beispielsweise der am 11. August 2009 erfolgte Transport eines 190 Tonnen schweren Generators mit einer Antonow An-225 vom Flughafen Frankfurt-Hahn. Neben Einzelaufträgen auf Ad-hoc-Basis können auch langfristige Verträge geschlossen werden. So setzte beispielsweise die Fluggesellschaft Transamerica Airlines in den 1980er Jahren ihre Lockheed L-100 Hercules im Rahmen von mehrmonatigen Chartereinsätzen in Guatemala, Neuguinea und im Sudan zur Erschließung von Erdölfeldern ein.

### Sub-Charter
Sub-Charter (Vermietungscharter) liegt vor, wenn eine Fluggesellschaft eine Maschine mitsamt Besatzung von einer anderen Fluggesellschaft mietet und diese auf den eigenen Routen sowie unter eigenen Flugnummern einsetzt. Diese kurzzeitigen Mietverhältnisse werden häufig geschlossen, wenn sich ein eigenes Flugzeug in der Wartung befindet oder in der Hauptsaison zusätzliche Kapazitäten benötigt werden. Aufgrund der kurzen Einsatzdauer werden die angemieteten Maschinen in der Regel nicht umlackiert. Für Deutschland und Österreich benötigt die den Subcharter ausführende Fluggesellschaft keine eigene Einfluggenehmigung, wenn der Grund für die Anmietung der Ausfall eines Flugzeugs ist und der Subcharter auf maximal fünf Tage begrenzt wird.

## Die Idee des IT-Charterfluges

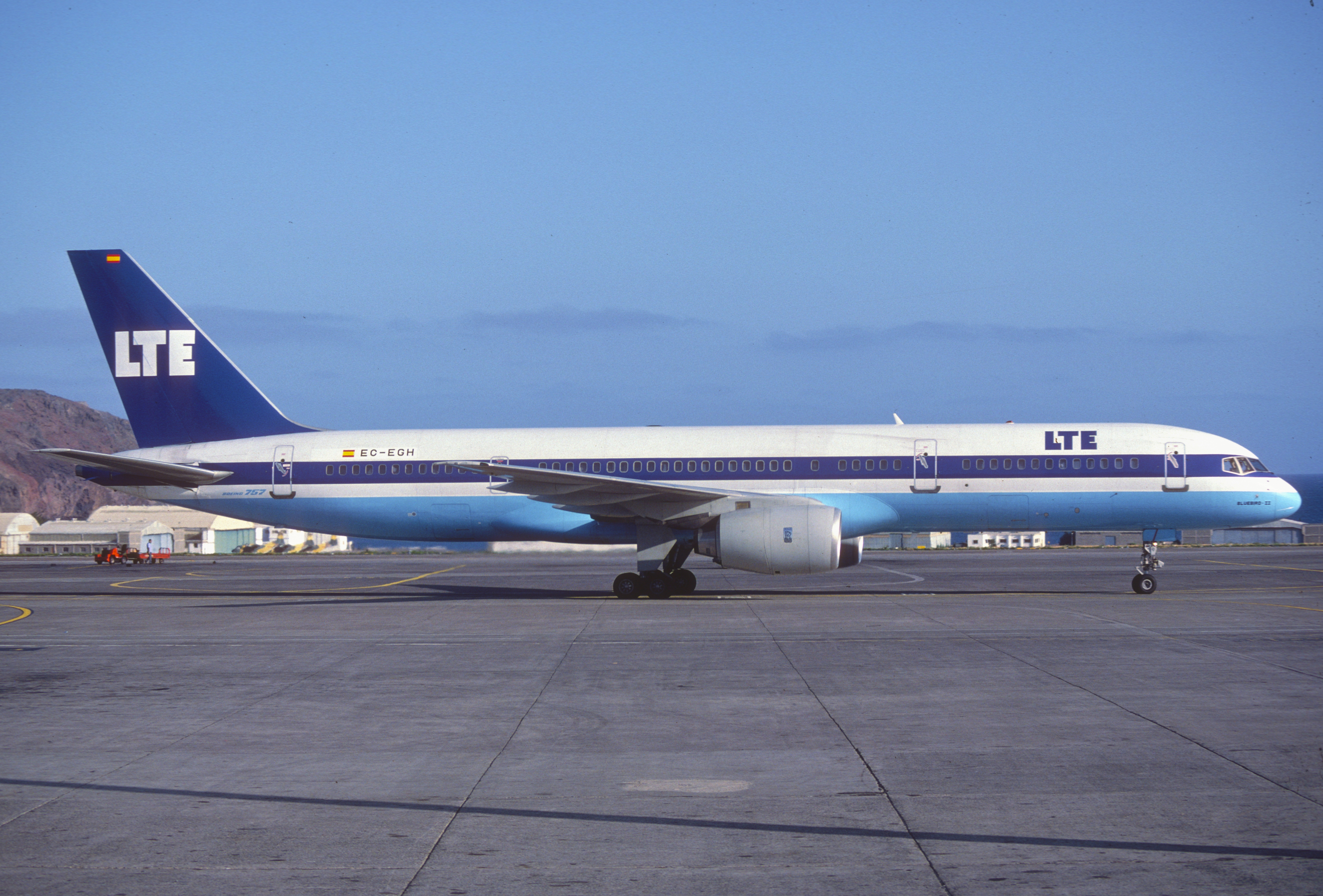
Die Charterfluggesellschaft LTE entstand als ein deutsch-spanisches Joint Venture

Der Begriff Inclusive-Tour-Charterflug (IT-Charter) bedeutet, dass ein Reiseveranstalter bei einer Fluggesellschaft auf eigenes Risiko Plätze auf Flügen anmietet (chartert). Dies erfolgt im Rahmen einer vom Reiseveranstalter organisierten Pauschalreise, bei der ein Hotelaufenthalt, ein Transfer vom Zielflughafen und sonstige Leistungen zu einem Gesamtpaket gebündelt und zu einem Gesamtpreis verkauft werden.
Um Urlauber preisgünstiger als im Linienflugverkehr befördern zu können, wurden touristische Charterflüge in einigen zwischenstaatlichen Abkommen von bestimmten Steuern und Abgaben befreit. Zum Schutz der nationalen Linienfluggesellschaften, die sich früher meistens in Staatsbesitz befanden, waren die staatlichen Genehmigungen für Charterflüge aber an Bedingungen geknüpft wie:
- Ein Charterflug durfte nur in Zusammenhang mit einer touristischen Leistung angeboten werden. Dies diente zur Sicherstellung, dass Devisen ins Land flossen.
- Die Anzahl von Charterflügen in ein Land war ursprünglich begrenzt. Später kam die Forderung dazu, dass nur so viele Charterflüge in ein touristisch tätiges Land erlaubt waren, wie jenes Land in das Herkunftsland des Charters fliegen durfte. Dies ließ sich praktisch nicht umsetzen, da die Anzahl der Urlaubsflüge in den Süden um ein Vielfaches höher war als der Bedarf in umgekehrter Richtung. Einige Staaten, darunter Spanien, setzten sich in den 1980er Jahren deshalb verstärkt dafür ein, mehr einheimische Unternehmen an den Charterflügen zu beteiligen.[13] Infolgedessen entstanden Charterfluggesellschaften mit multinationaler Beteiligung (Joint Ventures) wie Futura International Airways, Greenair, LTE International Airways, Sunexpress oder Viva Air.
- Touristen, die mit einem Charterflug einreisten, durften auch nur mit einem Charterflug wieder ausreisen. Reisen mit verschiedenen Transportmitteln, beispielsweise mit einem Kreuzfahrtschiff von Venedig (Italien) nach Athen (Griechenland) und zurück nach Österreich mit einem Charterflug unterlagen einer Sondergenehmigung vonseiten der Regierung.

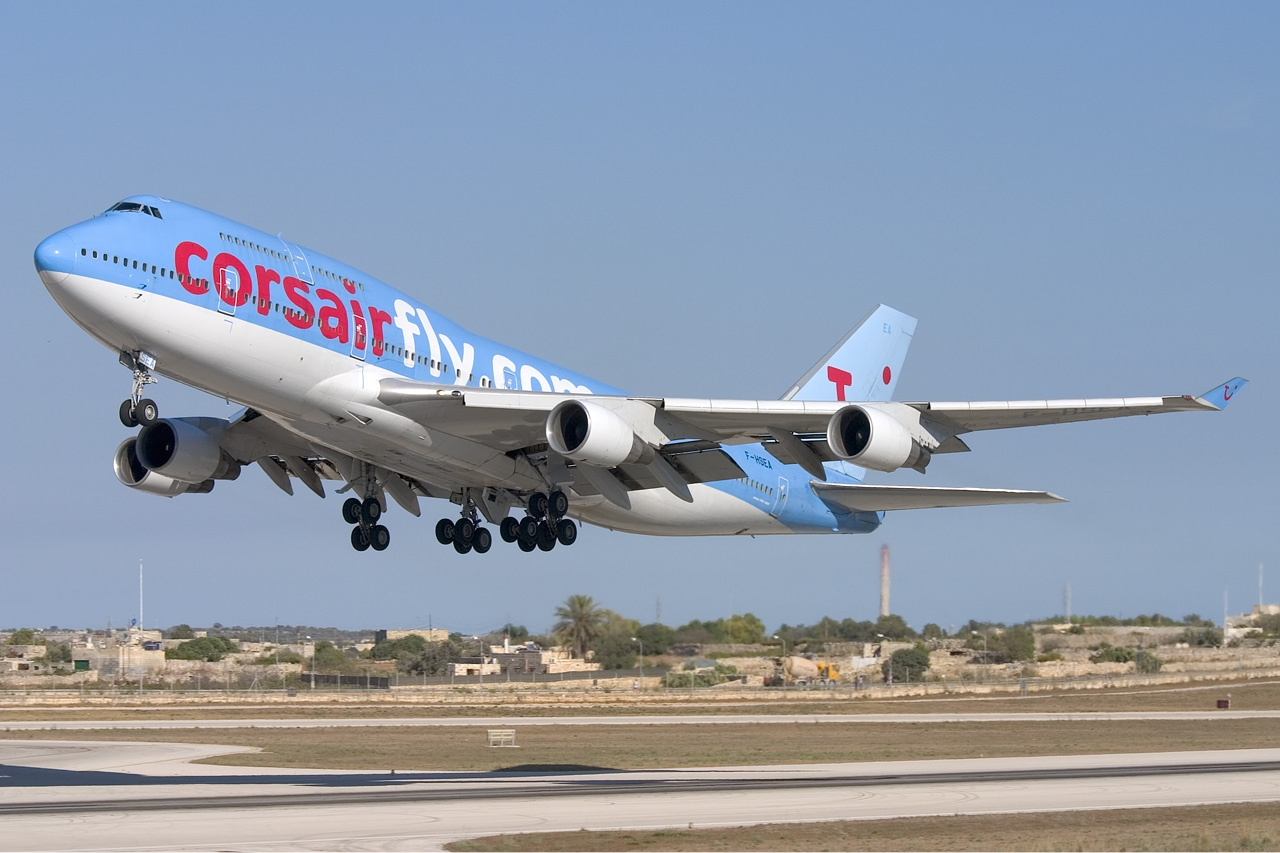
Die französische Corsair setzte ihre Boeing 747-400 mit bis zu 587 Sitzplätzen ein

Der Preisvorteil des Charterfluges resultierte aus:
- einer meistens deutlich engeren Bestuhlung und damit höherer Anzahl an Sitzplätzen in den Maschinen. Die Charterfluggesellschaft Corsair setzte beispielsweise ihre Boeing 747-400 im Jahr 2006 mit 587 Sitzplätzen ein und stellte damit einen Rekord für diesen Flugzeugtyp auf.[14] Zudem verzichteten einige Gesellschaften auf den Einbau einer Galley, um mehr Passagiere befördern zu können.[15]
- Einer höheren Auslastung des Platzangebots, man rechnete mit Auslastungen um 80 bis 90 Prozent.[16]
- Ersparnisse bei Verwaltung und Abfertigung wie beim Ticketing, also der Ausstellung von Flugscheinen. Dies machten die Reiseveranstalter in der Regel selbst.
- Garantieabnahme der Fluggesamt- oder einer Teilkapazität durch den Reiseveranstalter
- Verwendung kleinerer Flughäfen, die niedrige Lande- und Abfertigungsgebühren verlangten (wie es auch die Billigfluggesellschaften durchführen).

Die Vorgaben des Dachverbandes IATA erlaubten es Linienfluggesellschaften wie Lufthansa, Swissair oder Air France nicht, direkt am Charterverkehr teilzunehmen, weil sich die Geschäftsmodelle und die Vertriebswege beider Flugarten unterschieden. Aufgrund dieser Einschränkung gründeten zahlreiche europäische Linienfluggesellschaften in den 1950er und 1960er Jahren neue firmeneigene Gesellschaften oder wandelten bereits vorhandene Tochterunternehmen in Charterfluggesellschaften um. Diese Chartertöchter wie Condor Flugdienst, Balair, Sobelair oder Scanair befanden sich zur damaligen Zeit ebenso wie ihre Muttergesellschaften ganz oder teilweise in Staatsbesitz.
Daneben entstanden viele private Urlaubsflug-Gesellschaften, wie die Bavaria Fluggesellschaft, Britannia Airways, Conair, Court Line, Germanair, Hapag-Lloyd Flug oder LTU sowie später die Air Berlin, Aero Lloyd und Lauda Air.

## Entwicklung des IT-Charterfluges
Am 29. März 1956, ein Jahr nachdem die Besatzungsmächte durch den zweiten Deutschlandvertrag das Alliierte Vorbehaltsrecht der Genehmigung des Luftverkehrs an die Bundesrepublik Deutschland übertragen hatten, starteten die ersten Charterflüge des Condor Flugdienstes, damals noch als „Bedarfsluftverkehr“ bezeichnet.
Bereits in den 1980er Jahren setzte eine Aufweichung der strikten Trennung zwischen Charterflug und Linienflug ein. Ein zunehmender Konkurrenzdruck veranlasste die Reiseveranstalter, die nicht verkauften Restkapazitäten ihrer Kontingente im Einzelplatzverkauf als sogenannte Camping-Flüge anzubieten. Diese Angebote beinhalteten lediglich die Beförderung mit einem Charterflug, nicht aber die sonstigen Leistungen (Hotel, Transfer und so weiter) einer Pauschalreise. Um den Bestimmungen der Internationalen Luftverkehrsorganisation und denen der nationalen Aufsichtsbehörden im Start- und Zielland zu genügen, wurde die Leistung einer Pauschalreise anfänglich formal aufrechterhalten. Hierzu stellte der Reiseveranstalter seinen Kunden einen Voucher (Gutschein für eine im Voraus bezahlte Leistung) für qualitativ einfache Hotelunterkünfte aus. Die Individualreisenden waren meist nur an einem günstigen Flug interessiert und nahmen diese Voucher kaum in Anspruch. In manchen Kreisen wurden diese relativ wertlosen Gutscheine daher auch Schummelvoucher genannt, obwohl die Leistung auf Verlangen erfüllt werden musste. Für die Einreise in einige Staaten (wie Kuba) wird ein entsprechender Hotelvoucher noch benötigt.
Seit der Vereinheitlichung und Liberalisierung des EU-Luftverkehrsrechts im Jahr 1993 traten zahlreiche Charterfluggesellschaften dem Linienflugdachverband IATA bei und bieten seitdem Urlaubern einen direkten Einzelplatzverkauf an. Eine klare Trennung zwischen Charter- und Linienfluggesellschaften ist in vielen Fällen kaum mehr möglich. So führte die ehemalige Charterfluggesellschaft Air Berlin beispielsweise täglich Linienflüge nach Mallorca (bekannt als Mallorca-Shuttle) durch. Auch die LTU setzte ab Mitte der 1990er Jahre ihre Flugzeuge im Linienbetrieb zu Zielen wie den Kanarischen Inseln ein.
Durch die Schaffung des EU-Luftverkehrsrechts wurden die nationalen Luftverkehrsrechte der EU-Staaten außer Kraft gesetzt und damit zahlreiche Reglementierungen im Lufttransport aufgehoben. Während in den 1980er Jahren Fluggesellschaften wie die britische Air Europe oder die belgische Trans European Airways noch Tochterunternehmen gründen mussten, um Charterflüge aus anderen europäischen Staaten anzubieten, können EU-ansässige Fluggesellschaften die Freiheiten der Luft weitgehend ausschöpfen und ihre Maschinen ohne wesentliche Einschränkungen innerhalb des EU-Binnenmarkts einsetzen. Dies führte Mitte der 1990er Jahre zum Marktauftritt der Billigfluggesellschaften (Low-Cost-Carrier) wie Ryanair oder EasyJet, die europaweite Streckennetze unterhalten und dabei auch die klassischen Urlaubsregionen am Mittelmeer anfliegen.
Mit bereits 90–95 % Online-Buchungen im Jahre 2004 verlassen die Billigfluggesellschaften konsequent einen der letzten traditionellen Wege der Tourismuswirtschaft, den Vertrieb über das Reisebüro. Mit den eingesparten Provisionen und mit ihrem No-frills-Konzept (niedrigste Preise, keine Extras) können sie deutlich günstiger am Markt agieren.
Der Begriff Charterflug wird zwar noch benutzt, ist aber seiner eigentlichen Bedeutung weitgehend beraubt. Allerdings bleiben, rechtlich betrachtet, immer noch Unterschiede zwischen einer Personenbeförderung im Charter- und Linienflugverkehr. Auch ist an manchen Flugplätzen Linien- oder Charterflug genehmigungsrechtlich eingeschränkt oder verboten. Die Durchführung eines Fluges mit Linienrechten kann Vorteile in Rand- und Nachtzeiten mit sich bringen, etwa im Falle einer Verspätung. Dennoch können Kontingente des Fluges an einen Reiseveranstalter verchartert sein. Im Jahr 2012 sind 7,84 Millionen der Deutschen per Charterflugzeug in den Urlaub gereist.